# Cyrtopogon platycaudus
Cyrtopogon platycaudus là một loài ruồi trong họ Asilidae. Cyrtopogon platycaudus được Curran miêu tả năm 1924. Loài này phân bố ở vùng Tân Bắc giới.